# L'Odyssée fantastique ou imaginaire
Pour les articles homonymes, voir Odyssée et The Odyssey.
L'Odyssée imaginaire ou L'Odyssée fantastique ou L'Odyssée fantastique ou imaginaire(The Odyssey) est une série télévisée canadienne en 39 épisodes de 26 minutes créée par Paul Vitols et Warren Easton et diffusée entre le 9 mars 1992 et le 26 décembre 1994 sur le réseau CBC.
En France, les deux premières saisons ont été diffusées sous le titre L'Odyssée imaginaire du 21 décembre 1994 au 6 janvier 1995 sur M6. Rediffusion et diffusion de la dernière saison inédite sous le titre L'Odyssée fantastique du 6 septembre 1995 au 3 avril 1996 dans Les Minikeums sur France 3. Rediffusion sous le titre L'Odyssée fantastique ou imaginaire du 8 mars 1999 au 30 avril 1999 sur France 3.

## Synopsis
Jay, 11 ans, veut faire partie d'une bande de garçons mais pour y parvenir il doit apporter au chef du groupe le télescope de son père. Alors qu'il espérait faire ses preuves, Jay est victime d'un traquenard et chute de la cabane du groupe. Il sombre alors dans un coma profond... 
Ce coma le transporte dans un monde parallèle. C'est le début pour lui d'un long voyage, son odyssée imaginaire, dans un monde post-apocalyptique. 
Dans ce monde, tous les adultes ont disparu ; les enfants ont reconstitué de petites communautés autonomes (le clan de la foret, les humanologues) mais sont aussi sous l'emprise d'un régime autoritaire incarné par le mystérieux Brad.

## Distribution
- Illya Woloshyn (en) : Jay Ziegler
- Ashleigh Aston Moore : Donna / Alpha
- Tony Sampson (en) : Keith Haldane / Flash
- Janet Hodgkinson : Val Ziegler
- Andrea Nemeth (pl) : Sierra Jones / Medea
- Mark Hildreth (en) : Mick / Finger
- Ryan Reynolds : Macro (13 épisodes) / Lee (uniquement saison 3, épisode 4)
- Devon Sawa : Yudo

## Épisodes

### Première saison (1992-1993)
1. La Chute (The Fall)
2. Injustice (No Fair)
3. Le Clan de la forêt (Out of the Woods)
4. Selon les règles (By the Book)
5. Point de contrôle (Checkpoint Eagle)
6. Les Humanologues (The Believers)
7. Au pays de nulle part (A Place Called Nowhere)
8. Recherché (Wanted)
9. Galiléo et les Gitans (Galileo and the Gypsies)
10. L'Inconnu (In The Dark)
11. La Grande Braderie (The Brad Exchange)
12. Bienvenue à la grande Tour (Welcome to the Tower)
13. Brad (The One Called Brad)

### Deuxième saison (1994)
1. Au bout de la terre (Lands End)
2. Destination : Le Phare (To the Lighthouse)
3. Un endroit comme chez moi (Some Place Like Home)
4. Une atmosphère orageuse (Whispers Like Thunder)
5. La Maison des ténèbres (The Hall of Darkness)
6. La Prophétie (The Prophecy)
7. En avant les artistes ! (The Greatest Show on Earth)
8. Les Miroirs de la vérité (But Where Is Here?)
9. La Photo (The Big Picture)
10. Tic-Tac (Tick Tock)
11. Fuite en avant (Run for Your Life)
12. Le Mur (Who Do You Believe?)
13. À toi de décider (You Decide)

### Troisième saison (1994)
1. Voie sans issue (No Way Out)
2. Une flèche en plein cœur (Dart to the Heart)
3. De l'autre côté du mur (Learning Curve)
4. Vie nocturne (Night Life)
5. Messagers en danger (Cry Justice)
6. Roi d'un jour (King for a Day)
7. Le Procès (The Cauldron)
8. Jalousie (Styx and Stones)
9. La Guerre des gangs (Tug of War)
10. Un amour partagé (Tangled Web)
11. Retrouvailles (No Holds Barred)
12. Le Chemin de la liberté (The Plague)
13. La Bombe[4] ou Compte à rebours[5](Time Bomb)

## Commentaires
Cette série destinée aux enfants était au départ intitulée The Jellybean Odyssey, mais finalement elle s'appellera simplement The Odyssey.
La série n'a pas réellement de fin. Une quatrième et dernière saison devait voir le jour en 2000 (soit six ans plus tard) mais le projet avorta.